# Jan I van Dammartin
Jan I van Dammartin, ook bekend als Jan II van Trie (overleden te Kortrijk op 11 juli 1302) was van 1272 tot aan zijn dood graaf van Dammartin en heer van Trie. Hij behoorde tot het huis Trie.

## Levensloop
Jan I was een zoon van graaf Matheus van Dammartin en diens echtgenote Marseille, dochter van heer Matheus III van Montmorency. In 1272 volgde hij zijn vader op als graaf van Dammartin en heer van Trie.
In 1282 trok hij in het gevolg van graaf Robert II van Artesië naar Zuid-Italië, om daar Karel I van Napels bij te staan in de strijd tegen de Siciliaanse Vespers. Twintig jaar later, op 11 juli 1302, vocht hij samen met Robert II van Artesië in de desastreuze Guldensporenslag tegen de Vlamingen, waarbij beiden sneuvelden.
Jan I was gehuwd met Yolande, een dochter van graaf Jan I van Dreux. Uit hun huwelijk is een zoon bekend: Reinoud III (overleden in 1316), die zijn vader opvolgde als graaf van Dammartin.